# 3817 Lencarter
3817 Lencarter (1979 MK1) là một tiểu hành tinh vành đai chính được phát hiện ngày 25 tháng 6 năm 1979 bởi E. F. Helin và S. J. Bus ở Siding Spring.